# Trygonoptera imitata
Trygonoptera imitata  (лат.) — вид рода тригоноптеров семейства короткохвостых хвостоколов отряда хвостоколообразных. Эндемик умеренных прибрежных вод юго-восточной Австралии. Встречается на глубине до 120 м. Тело округлое с широким мясистым треугольным рылом. Сравнительно короткий хвост оканчивается хвостовым плавником. Спинные плавники отсутствуют. Окраска ровного коричневатого цвета. Ноздри имеют увеличенные доли ко внешних выступах и складку кожи в форме юбочки с бахромчатым задним краем между ними. На хвостовом стебле расположено два жалящих шипа. Максимальная зарегистрированная длина 80 см.
Эти скаты питаются преимущественно многощетинковыми червями. Являются яйцеживородящими, развивающиеся эмбрионы питаются желтком и гистотрофом, произведённым матерью. Беременность длится 4—7 месяцев. В помёте до 7 новорожденных. Самки приносят потомство ежегодно. Trygonoptera imitata попадаются в качестве прилова при коммерческом промысле.

## Таксономия
Впервые Trygonoptera imitata был научно описан в 2008 году под предварительным названием  Trygonoptera "sp. B". Этот вид часто путают с обыкновенным тригоноптером и Trygonoptera mucosa, отсюда его видовое название лат. imitor — «подражать», «воспроизводить». Голотип представляет собой взрослого самца длиной 61 см, пойманного в Бассовом проливе.

## Ареал
Trygonoptera imitata являются эндемиками прибрежных вод юго-восточной Австралии. Они обитают от Джёрвис Бэй, Новый Южный Уэльс, до  Бичпорт и, возможно, залива Сент-Винсент, Южная Австралия. Они попадаются в северной части Бассова пролива и у берегов острова Флиндерс, однако отсутствуют в водах Тасмании. Центр популяции сосредоточен у побережья Виктории, эти скаты распространены в заливе Порт-Филлип и бухте Вестерн Порт. Эти донные рыбы предпочитают прибрежные воды с песчаным дном не глубже 5 м. Однако, есть данные, что они могут опускаться на глубину до 120 м, а одна особь была обнаружена на материковом склоне на глубине 200—440 м.

## Описание
Широкие грудные плавники Trygonoptera imitata сливаются с головой и образуют диск в виде овала, ширина которого превышает длину, центральная область утолщена. Передний край диска почти прямой или слегка изогнутый. Мясистое рыло образует тупой угол и не выступает за границы диска. Среднего размера глаза расположены в верхней части диска, позади глаз имеются брызгальца в виде запятых. Внешние край ноздрей переходит в широкую и плоскую лопасть. Между ноздрями пролегает кожаный лоскут с бахромчатым задним краем, который нависает над ртом. Наружный край нижней челюсти покрывают пальцевидные отростки, на дне ротовой полости также имеются 3 отростка в центре и по одному по краям. Зубы притуплённые, с овальными основаниями. Они расположены в шахматном порядке по 22  ряда на верхней и 24 ряда на нижней челюстях. На вентральной поверхности диска расположены пять пар S-образных жаберных щелей.
Края небольших брюшных плавников треугольной формы. У самцов имеются толстые, сужающиеся к концу птеригоподии. Длина хвоста составляет 3/4 длины диска. Хвост имеет овальное сплюснутое поперечное сечение, латеральные складки отсутствуют. Он  оканчивается удлинённым ланцетовидным хвостовым плавником. На дорсальной поверхности хвоста расположены 2 зазубренных шипа, верхний, как правило, крупнее. Спинные плавники отсутствуют. Кожа лишена чешуи. Окраска от ровного желтоватого до тёмного серо-коричневого цвета, края диска светлее, а центр темнее. Диск крупных особей бывает покрыт чёрными и бежевыми пятнами. Вентральная поверхность светлая, иногда на животе встречаются отметины. Хвост за основанием тёмный. Максимальная зарегистрированная длина 80 см, это самый крупный вид семейства короткохвостых хвостоколов.

## Биология
Trygonoptera imitata питаются донными организмами, в первую очередь полихетами. Охотясь, они роют грунт и выкапывают ямки. У самок имеется один функциональный яичник, расположенный справа. Подобно прочим хвостоколообразным эти скаты размножаются яйцеживорождением. После оплодотворения яйца развиваются внутри матки в течение 4—7 месяцев. Роды происходят раз в год между с февраля по апрель, за ними следует овуляция. В помёте до 7 новорожденных длиной около 20—25 см и весом 150 г, численность помёте напрямую зависит от размера самки. Вес новорожденных отличается от веса яиц всего в 10 раз. Самцы и самки достигают половой зрелости при длине 46 см и 49 см в возрасте 4,5 и 5 лет, соответственно. Максимальная зарегистрированная продолжительность жизни 10 лет у самцов и 12 лет у самок.

## Взаимодействие с человеком
Trygonoptera imitata не представляют интереса для коммерческого промысла. Они не опасны для человека. Аквалангисты легко могут подплыть к ним. У них съедобное и довольно вкусное мясо, если его правильно приготовить. Они часто попадаются в качестве прилова при коммерческом промысле. Пойманных рыб как правило выбрасывают за борт. Поскольку их ловят на мелководье, процент выживаемости довольно высок, если только они не получают в ходе поимки повреждений, к тому же беременные самки при поимке часто абортируют. Этот вид чувствителен к ухудшению условий среды обитания.  Численность популяции, обитающей в заливе Порт Филлип за последнее десятилетие снизилась.  Международный союз охраны природы присвоил этому виду статус сохранности «Вызывающие наименьшие опасения».